# Johann Rudolph Engau

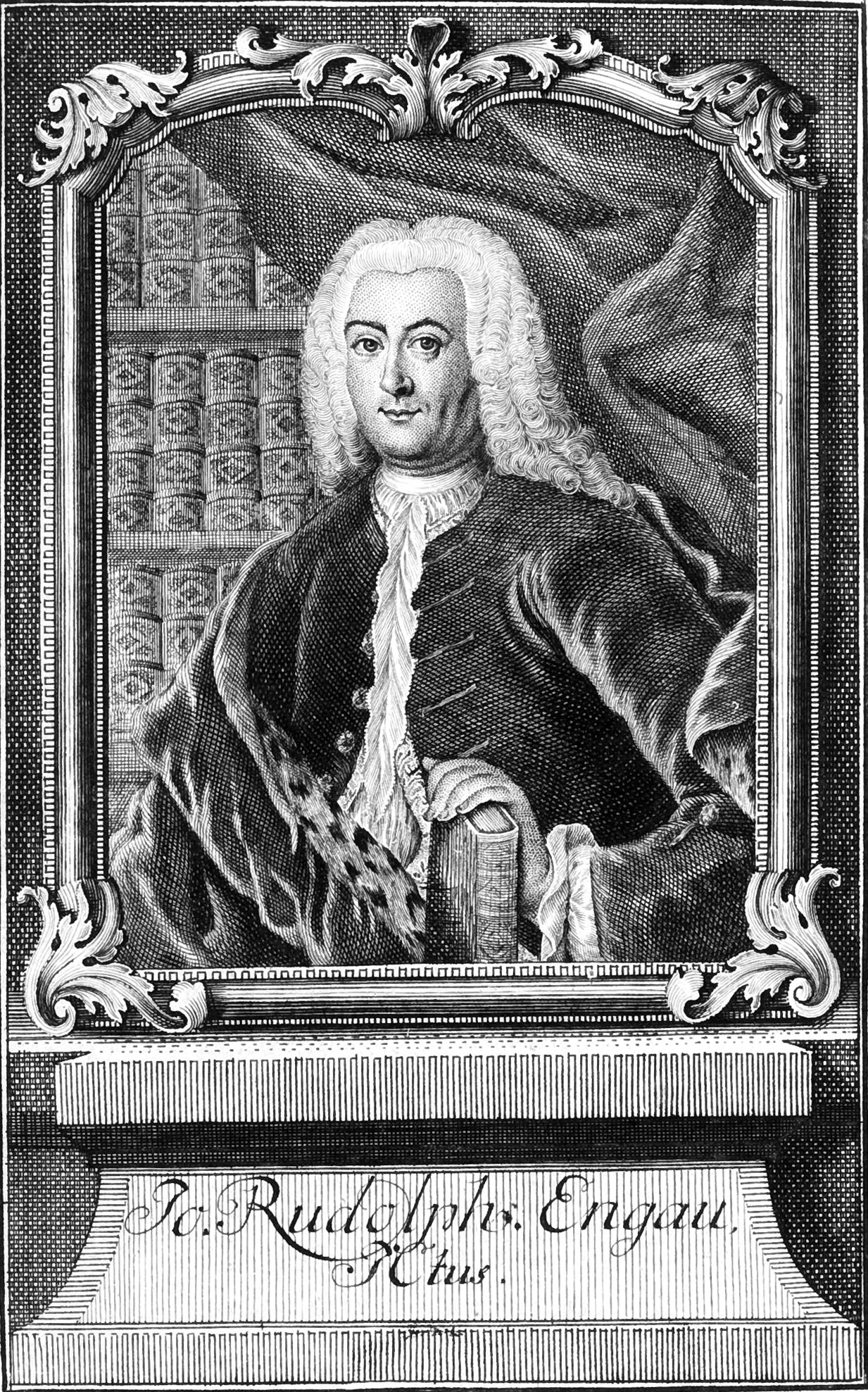
Johann Rudolph Engau

Johann Rudolph Engau (* 28. April 1708 in Erfurt; † 18. Januar 1755 in Jena) war ein deutscher Rechtswissenschaftler.

## Leben
Johann Rudolph war der Sohn des Eisenhändlers Caspar Engau und dessen Frau Brigitte Elisabeth Nagel. Nach anfänglichen Privatunterricht, besuchte er die Kaufmannsschule in Erfurt und das Ratsgymnasium seiner Geburtsstadt. Nach dem Tod seines Vaters zog seine Mutter nach Weimar, wo er ab 1720 das dortige Gymnasium besuchte, welches unter der Leitung des damaligen Rektors Johann Christoph Kiesewetter (* 15. März 1666 in Breitenbach; † 27. Mai 1744 in Weimar) stand. 1726 bezog er die Universität Jena, wo er anfänglich philosophische Studien bei Johann Heinrich Kromayer (* 19. Juli 1689 in Schulpforta; † 19. Juli 1734 in Jena), Johann Jacob Syrbius und Georg Erhard Hamberger absolvierte. Danach wendete er sich dem Studium der Rechtswissenschaften zu, wobei er Vorlesungen von Johann Tobias Hofmann (* 13. Juni 1693 in Gotha; † 1742 in Altenburg), Wilhelm Hieronymus Brückner, Johann Salomon Brunnquell und Christian Gottlieb Buder (* 29. Oktober 1693 in Kittlitz; 9. Dezember 1763 in Jena) frequentierte.
1734 promovierte er zum Doktor der Rechte, wurde 1738 außerordentlicher Professor der Rechte und 1740 ordentlicher Professor, sowie Beisitzer des Schöppenstuhls. 1743 übernahm er die Professur der Instituten und wurde damit verbunden Beisitzer des Jenaer Landgerichts. 1746 wurde er Professor der Novellen und des Kodex sowie damit verbunden Senior der Juristenfakultät. 1748 ernannte man ihn zum Hofrat von Sachsen-Weimar. Zudem beteiligte er sich auch an den organisatorischen Aufgaben der Hochschule. So war er einige Male Dekan der Juristenfakultät und in den Sommersemestern 1745, 1749 Rektor der Alma Mater. Engau, der Vorlesungen zum Kriegsrecht, dem deutschen Recht, Kirchenrecht und Strafrecht gehalten hatte, wirkte an Lehrbüchern des deutschen Straf- und Kirchenrechts mit.

## Werke (Auswahl)
- Kurze juristische Betrachtung von der Verjahrung in peinlichen Fallen, darinn gezeiget wird, was in den gemeinen Rechten, Sächsischen und einigen Landesordnungen wegen der Verjährung der Laster verordnet und in praxi angenommen worden. Jena 1733; Jena 1737 (Online); Jena 1750 (Online); Jena 1772 (Online)
- Diss. inaug. de utilibus patronorum iuribus, ex corrupto ecclesiae significatu natis parum utilibus. Jena 1734 (Präsens Johann Salomon Brunnquell, Online)
- Diss. de pontium regiorum iura. Von dem Recht der Haupt und Königs-Brücken. Jena 1736 (Resp. Friedrich Andreas Gottlieb Gnüge (1712 in Jena-1756), Online)
- Prolusio acad. qua regiorvm pontivm sanctitatem docet. Jena 1736 ( Online)
- Prolvsio Academica Qva de blaspbemia eiusque crimine. Jena 1736 (Online)
- Elementa iuris Germanici civilis, veteris pariter atque hodierni. Jena 1737 (Online); Jena 1740 (Online); Jena 1747; Jena 1752 (Online);
- Progr, Commentatio de iuribus Principum Evangelicorum circa oratores sacros. Vom Recht Evangelischer Fürsten über die auf den Cantzeln stehende Lehrer. Jena 1738 (Online), Jena 1752 (Online); Frankfurt 1756 (Online), Deutsch: Abhandlung vom Recht Evangelischer Fürsten über die auf den Kanzeln stehende Lehrer. Weissenburg im Nordgau 1787 (Online);
- Elementa iuris criminalis Germanico Carolini. Jena 1738, Jena 1742 (Online); Jena 1748; Jena 1753 (Online); Jena 1767
- Instrumentum pacis Osnabrugensis, ex exemplaribus Hoffmanni, Obrechti, Pufendorfii, aliorumque, speciatim Jo. Godofredi de Meiern recognitum, notis marginalibus et indice instructum. Jena 1739 (Online)
- Elementa iuris canonico • pontificio - eccleliastici. Jena 1739 (Online); Jena 1743; Jena 1749; Jena 1753; Jena 1765 (Online);
- Progr. an cives religionis aussa emigraturi queant transplantari? Jena 1740 (Online)
- Diss. jur. pontificii de honorificis Sanctorum iuribus. Pro loco. Jena 1743, (Online)
- Diss. jur. crim. de furto magno. Jena 1745 (Resp. Johann Wilhelm Westphal, Online)
- Progr. Quo Equitum Ordinis Johannitici testamenti factione. Jena 1745 (Dekanatsprogramm zur Promotion von David Gunther, Online)
- Progr. de feudis Bursaticis, vulgo: Beutel-Lehn. Jena 1745 (Dekanatsprogramm zur Promotion von Friedrich Christian Sevel, Online)
- Progr. I de transactione cum laeso inita, poenam criminalem mitigante. Jena 1746 (Dekanatsprogramm zur Promotion von Johann Daniel Reinhard, Online)
- Diss. inaug. jur. de traditione debitoris ad manus creditoris, vulgo: von Gebung des Schuldners an des Glaubigers Hand und Halfter. Jena 1746 (Resp. Wilhelm Ernst Sonnenschmidt (* 1723), Online)
- Diss. inaug. jur. de iuribus indigenarum Germaniae. Jena 1747 (Resp. Johann Andreas Hoffmann, Online), Jena 1760 (Online)
- Diss. inaug.  jur. de societate mercatoria, vulgo: von der Mascopey oder Compagnie - Handlung. Jena 1747 (Resp. Joachim Tanck, Online), Jena 1767 (Online)
- Dissertatio inauguralis iuridica de implemento conditionis potestativae contractibus appositae legitimo. Jena 1747 (Resp. Johannes Justus Ravensberg, Online)
- Progr. I. de librorum, quos Gräntz - Lager - Bücher, Fluhrläufer, Erb-Bücher und Hebe-Register, dicere solemus, forma, continuatione renovatione, sideque varia. Jena 1747 (Dekanatsprogramm zur Promotion von Justinus Thöllden)
- Progr. II. de librorum, quos Gräntz - Lager - Bücher, Fluhrläufer, Erb-Bücher und Hebe-Register, dicere solemus, forma, continuatione renovatione, sideque varia. Jena 1747 (Dekanatsprogramm zur Promotion von Gottlieb Friedrich Amando Trautmann, Online)
- Progr. III. de librorum, quos Gräntz - Lager - Bücher, Fluhrläufer, Erb-Bücher und Hebe-Register, dicere solemus, forma, continuatione renovatione, sideque varia. Jena 1747 (Dekanatsprogramm zur Promotion von Joachim Tanck, Online)
- Progr. VI. de librorum, quos Gräntz - Lager - Bücher, Fluhrläufer, Erb-Bücher und Hebe-Register, dicere solemus, forma, continuatione renovatione, sideque varia. Jena 1747 (Dekanatsprogramm zur Promotion von Johann Justus Ravensberg , Online)
- Progr. V de librorum, quos Gräntz - Lager - Bücher, Fluhrläufer, Erb-Bücher und Hebe-Register, dicere solemus, forma, continuatione renovatione, sideque varia. Jena 1747 (Dekanatsprogramm zur Promotion von Theodor Georg Wilhelm Emminghaus, Online)
- Diss. inaug. jur. de implemento conditionis potestatione contractibus oppositae legitimo. Jena 1747 (Resp. Johannes Justus Ravensberg, Online)
- Dissertatio ivridica de ivribvs indigenarvm Germaniae, von den Rechten der Eingebohrnen Teutschlandes. Jena 1747 (Resp. Johannes Andreas Hoffmann), Jena 1760 (Online)
- Prog. quibus de librorum, quos Erbbücher etc. dicere solemus, forma, continuatione, renovatione, fideque varia brevibus disseritur. Jena 1748 (Dekanatsprogramm zur Promotion von Johann Dethloff Storch (* 24. Mai 1724 in Güstrow), Online)
- Diss. inaug jur. de Poenis In Tvtore Petendo Negligentivm. Jena 1748 (Resp. Johann Dethloff Storch, Online)
- Progr. de ratione operas in libro dominico describendi. Jena 1748 (Dekanatsprogramm zur Promotion von Carl Constantin Victor Rucker (* 1726 in Frankfurt/Main), Online)
- Diss. de poenis in tutore petendo negligentium. Jena 1748
- Resurrectio Christi tamquam solatii dulcissimi scaturigo : Programma pasch. Jena 1749 (Online)
- Diss. inaug. jur. de delictis monetariis. Jena 1750 (Resp. Johann Borchwardt, Online)
- Diss. jur. crim. de falso numario et solo et cum usurpations iuris monetandi coniuncto. Jena 1750 (Resp. Johann Christoph Hager, Online)
- Diss. inaug. jur. de bonorum inter coniuges Suevos, speciatim Memmingenses, conditione. Jena 1751 (Resp. Melchior Engenolph von Sayler und Pfersheim, Online)
- Progr. de bonorum inter coniuges Ulmenses communione. Jena 1751 (Dekanatsprogramm zur Promotion von Melchior Engenolph von Sayler und Pfersheim (* 4. Oktober 1728 in Memmingen) Online)
- Diss. jur. cuinam insularum in fluminibus publicis natarum competat dominium? oder: Wem die Herrschaft über die in öffentlichen Flüssen entstandene Insuln zukomme? Jena 1751 (Resp. Carl August Tittel, Online)
- Progr. tradens quaedam iuris Coburgensis criminals capita. Jena 1753 (Dekanatsprogramm zur Promotion von David Wolfgang Langensee, Online)
- Primas Lineas Commentationis De Cvra Absentivm. Jena 1753 (Dekanatsprogramm zur Promotion von Carl Friedrich Walch (* 22. September 1734 in Jena), Online)
- Progr. Primae lineae commentationis de cure absentium. Jena 1753
- Progr. de pace iudiciali s. Dingesfriede. Jena 1753 (Dekanatsprogramm zur Promotion von Christoph Ernst Fickweiler, Online)
- Diss. jur. crim. de abolitione. Jena 1754 (Resp. Johann Friedrich Eccard  (Eisenach), Online)
- De Ivribvs Principvm Evangelicorvm Circa Oratores Sacros. Frankfurt und Leipzig, 1756 (Online)
- Tractatus de librorum etc. Jena 1756 (Online)
- Decisiones et Consultationes iuris civilis et ciiminalis, cura Paul Guil. Schmidio. Jena 1761
- Decisiones et Responsa iuris selectd varii argumenti, curante eodem. Jena 1761